# ارکا (فیلم)
ارکا (با نام کامل ارکا: نهنگ قاتل) (به انگلیسی: Orca: The Killer Whale) یک فیلم دلهره‌آور آمریکایی به کارگردانی مایکل اندرسون با بازی ریچارد هریس، شارلوت رمپلینگ و ویل سمسون که در سال ۱۹۷۷ منتشر شد. این فیلم دربارهٔ یک نهنگ نر ارکا است که به خاطر کشتن جفت باردار نهنگ و جنین متولد نشده‌اش از ناخدای قایق انتقام می‌گیرد. در صدا و سیمای ایران این فیلم با عنوان «نهنگ خشمگین» پخش شده‌ است.
پس از اکران، فیلم یک موفقیت جزئی باکس آفیس بود، اما به دلیل شباهت‌هایش به فیلم آرواره‌ها، که دو سال قبل اکران شد، عمدتاً مورد استقبال نامطلوب منتقدان و تماشاگران قرار گرفت. در سال ۲۰۱۷، این فیلم با یک مصاحبه ۴ دقیقه‌ای جدید با مارتا دی لورنتیس منتشر شد.

## داستان
در این فیلم، اقدام یک ماهی‌گیر در کشتن یک نهنگ قاتل ماده در حالی که بچه‌ای در شکم داشت، باعث برانگیخته شدن حس انتقام در زوج نر آن جانور می‌شود. نهنگ قاتل نر به دنبال شکارچی می‌رود و در این تعقیب از هوش بالای خود برای رسیدن به مقصودش و کشتن شکارچی گناهکار کمک می‌گیرد.

## بازیگران
- ریچارد هریس در نقش کاپیتان نولان
- شارلوت رمپلینگ در نقش ریچل بدفورد
- ویل سمسون در نقش اومیلاک
- بو درک در نقش آنی
- کینن وین در نقش نواک
- رابرت کارادین در نقش کن
- پیتر هوتن در نقش پل
- اسکات واکر در نقش السواین
- دان بری در نقش دکتر کارگر
- یاکا و نپو در نقش ارکا
- پیتر هوتن

## بازخوردها
این فیلم در آخر هفته افتتاحیه خود ۳٫۵ میلیون دلار از ۷۷۵ سینما به دست آورد و در ایالات متحده و کانادا به فروش ۱۴٫۷۱۷٫۸۵۴ دلار ادامه داد. در وب‌سایت جمع‌آوری نقد راتن تومیتوز، این فیلم بر اساس ۳۵ نقد، ۹ درصد محبوبیت دارد و میانگین امتیاز ۳٫۶ از ۱۰ را دارد.